# Municipio di Città del Capo
Il Municipio di Città del Capo è uno storico palazzo pubblico dell'inizio del XX secolo di Città del Capo in Sudafrica.

## Storia
Il progetto dell'edificio venne scelto in seguito ad un concorso appositamente indetto e vinto dagli architetti Harry Austin Reid e Frederick George Green. Buona parte dei materiali con i quali venne realizzato l'edificio venne importata dall'Europa.
Fu da un balcone del palazzo che l'11 febbraio 1990 Nelson Mandela tenne il suo primo discorso pubblico dopo la sua liberazione, poche ore dopo il suo rilascio.